# Laín Fernández
Laín Fernández (Bivar, Reino de Castela, c. 950 - Bivar, Reino de Castela, 1007), foi Conde de de Salamanca.

## Relações familiares
Foi filho de Fernando Lains de Salamanca (c. 920 -?), conde de Salamanca e de Guntergoda.
Casou com Tigridia Diaz, filha de Diogo Muñoz de Saldanha (910 - 951) em latim Didacus Munnioz, de origem palentina, membro da família Banu Gómez, foi o 1.º conde de Saldaña, e de Tigridia Nunez de Castela, de quem teve:
1. Nuño Rasura [4] (? - c. 980) foi um dos dois juízes lendários do Condado de Castela, eleito pelos castelhanos, junto com Laín Calvo, no ano de 842, para resolver os pleitos entre eles como forma de evitar a solicitação às cortes do Reino de Leão.